# Perstorp (Ort)
Perstorp ist ein Ort (tätort) in der südschwedischen Provinz Skåne län und der historischen Provinz Schonen.
Der Ort ist Hauptort der gleichnamigen Gemeinde. Größter Arbeitgeber, mit zurzeit etwa 2700 Beschäftigten, ist das Chemieunternehmen Perstorp AB.
Berühmtester Sohn der Gemeinde ist der Fußballspieler Björn Andersson.